# Волтон Гогинс
Волтон Сандерс Гогинс Џуниор (енгл. Walton Sanders Goggins Jr., рођен 10. новембра 1971. у Бермингхаму (Алабама), САД) амерички је филмски и телевизијски глумац.
Најпознатији је по улози Шејна Вендрела у серији Прљава значка (2002—2008), Бојда Краудера у серији Праведник (2010—2015), Клеја Хокинса у филму Линколн (2012), Билија Креша у филму Ђангова освета (2012), Криса Маникса у филму Подлих осам (2015) и Сонија Берча у филму Антмен и Оса (2018). Номинован је за награду Еми за најбољег споредног глумца у драмској серији за свој рад у серији Прљава значка. Такође, продуцирао је и глумио у краткометражном филму Рачуновођа 2001. године, који је освојио Оскара за најбољи краткометражни играни филм.